# Gebrüder Borntraeger Verlagsbuchhandlung
Die Gebr. Borntraeger Verlagsbuchhandlung (Gebrüder Borntraeger) ist ein Wissenschaftsverlag für Geo- und Umweltwissenschaften und Botanik mit Sitz in Stuttgart.

## Geschichte
Der Verlag wurde 1790 in Königsberg durch (Matthias) Friedrich Nicolovius (1768–1836) gegründet. 1818 wurde der Verlag von den Gebrüdern Borntraeger übernommen. In Königsberg verlegten sie unter anderem Friedrich Wilhelm Bessel und Immanuel Kant. 1867 wurde die Verlagsbuchhandlung von Eduard Eggers gekauft, zog nach Berlin und verlegte den Schwerpunkt auf Naturwissenschaften. Das wurde unter Carl Robert Thost (1865–1945), einem der 34 Gründungsmitglieder vom August 1912 der Paläontologischen Gesellschaft, verstärkt, der 1895 den Verlag übernahm. Nach dem Zweiten Weltkrieg waren sie in Berlin-Nikolassee. 1968 übernahmen die Besitzer von E. Schweizerbart den Verlag, der nach Stuttgart zog, wo er eine Kooperation mit dem Schwesterverlag E. Schweizerbart’sche Verlagsbuchhandlung einging (die Verlage sind aber formal unabhängig).
Sie geben u. a. die Zeitschrift für Geomorphologie, die Meteorologische Zeitschrift und die Paläontologische Zeitschrift (1914 bis 1944) heraus. 1986 erwarben sie den J. Cramer Verlag, dessen Schwerpunkt in Botanik liegt (u. a. Dissertationes Botanicae, Bibliotheca Phycologica), die als Imprint im Gebr. Borntraeger Verlag weitergeführt werden.

## Die Sammlung Geologischer Führer
Im Verlag erscheint seit 1897 die inzwischen auf 113 Bände (2021) angewachsene Sammlung Geologischer Führer an der zahlreiche Fachgelehrte mitgewirkt haben.